# Deutsche Meisterschaften in der Nordischen Kombination 2010

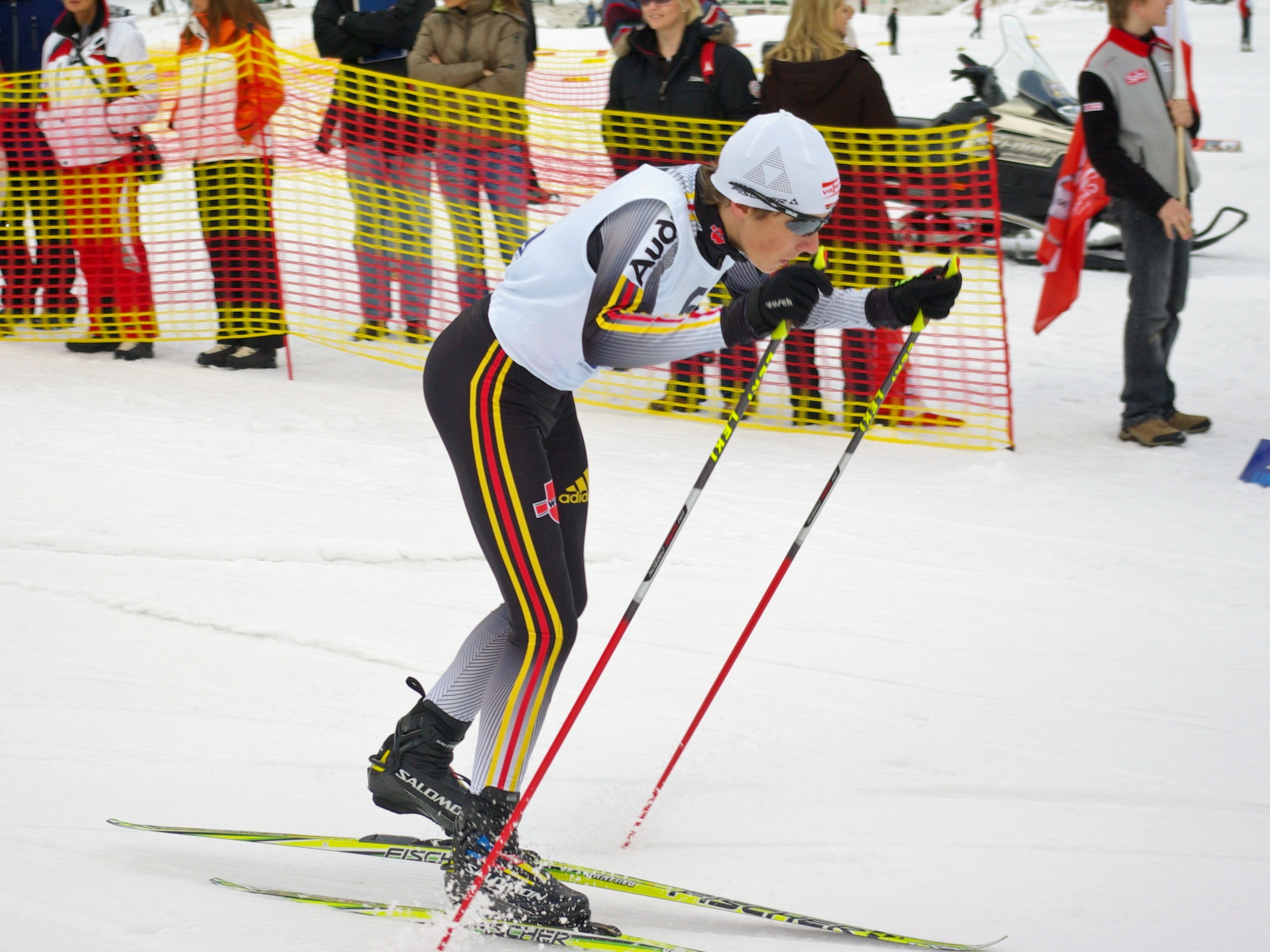
Deutscher Meister 2010 – Johannes Rydzek

Die Deutschen Meisterschaften in der Nordischen Kombination 2010 fanden am 23. und 24. Juli 2010 in Oberhof statt. Die Meisterschaften wurden über 10 km ausgerichtet.

## Ergebnisse

### Herren
| Platz | Sportler        |
| ----- | --------------- |
| 1     | Johannes Rydzek |
| 2     | Eric Frenzel    |
| 3     | Markus Förster  |
| 4     | Manuel Faißt    |
| 5     | Janis Morweiser |
| 6     | Steffen Tepel   |
| 7     | Christian Beetz |
| 8     | Johannes Wasel  |
| 9     | Fabian Rießle   |
| 10    | Ruben Welde     |

### Teamsprint
| Platz | Sportler                          |
| ----- | --------------------------------- |
| 1     | Sebastian Reuschel Eric Frenzel   |
| 2     | Janis Morweiser Johannes Rydzek   |
| 3     | Christian Beetz Tino Edelmann     |
| 4     | Stefan Tuss Steffen Tepel         |
| 5     | Mark Schlotz Tom Beetz            |
| 6     | Tobias Simon Thomas Faller        |
| 7     | Christian Arlt Ruben Welde        |
| 8     | Johannes Wasel Julian Wölfle      |
| 9     | Michael Schuller Philipp Blaurock |
| 10    | Michael Dünkel Markus Förster     |